# Indonesia AirAsia X
Indonesia AirAsia X war eine indonesische Billigfluggesellschaft mit Sitz in Jakarta und Basis auf dem Flughafen Denpasar. Sie ist ein Joint Venture zwischen AirAsia X und Indonesia AirAsia.
Die Fluggesellschaft führte am 14. Januar 2019 ihren letzten Flug durch und stellte am 17. Oktober 2020 ihren Betrieb ein und wurde im Rahmen der Restrukturierung der AirAsia X liquidiert.

## Flugziele
Ab Flughafen Denpasar werden Taiwan, Sydney und Melbourne angeflogen. 

## Flotte
Mit Stand März 2020 bestand die Flotte der Indonesia AirAsia X aus zwei Flugzeugen mit einem Durchschnittsalter von 14,7 Jahren:
| Flugzeugtyp     | Anzahl | bestellt | Anmerkungen | Sitzplätze (Business/Economy) |
| --------------- | ------ | -------- | ----------- | ----------------------------- |
| Airbus A330-300 | 2      |          |             | 377 (12/365)                  |
| Gesamt          | 2      | -        |             |                               |